# Arsen Eralijew
Arsen Kadyrbaewicz Eralijew (kirg. Арсен Кадырбаевич Эралиев; ur. 15 maja 1990) – kirgiski zapaśnik w stylu klasycznym. Dwukrotny olimpijczyk. Piąty w Rio de Janeiro 2016 w kategorii 59 kg i jedenasty w Londynie 2012 w kategorii 55 kg.

## Kariera
Pierwsze treningi rozpoczął na siłowni w rodzinnym siole pod okiem trenera – Kambara Ismailowa. W 2000 roku przeniósł się do stolicy Kirgistanu – Biszkeku, gdzie wstąpił do Republikańskiej Szkoły Olimpijskich Rezerw, w której trenował go Mejrambek Ahmjetow.
W 2006 oraz 2007 roku zwyciężył na młodzieżowych mistrzostwach Azji. Brązowy medalista młodzieżowych mistrzostw świata z 2007 oraz srebrny medalista z 2008 roku.
W 2009 został powołany do narodowej kadry Kirgistanu.
W 2011 zdobył złoty medal na mistrzostwach Azji w zapasach. W kolejnych zawodach w 2013 oraz 2015 zdobył brąz.
W kwalifikacjach do igrzysk olimpijskich w 2012 wywalczył srebro co dało mu możliwość uczestniczenia w nich, gdzie przegrał w 1/8 finału z Irańczykiem Hamidem Surijanem.
Zajmując 5. miejsce na mistrzostwach świata w zapasach w 2015 roku zapewnił sobie uczestnictwo w igrzyskach olimpijskich w Rio de Janeiro. Przygotowywany do startu jest przez srebrnego medalistę igrzysk olimpijskich – Kanatbeka Begalijewa.
Ogłoszony najlepszym sportowcem obwodu tałaskiego oraz najlepszym sportowcem Kirgistanu w 2011 roku oraz po raz kolejny w 2015 roku.